# Sonja Looft
Sonja Ellen Fatma Aurora Looft, född 1 mars 1896 i Hedvig Eleonora församling i Stockholm, död 8 december 1991 i Johannes församling i Stockholm, var en svensk skådespelare.
Hon var verksam vid Dramaten 1914–1917.
Looft var dotter till Conrad Looft och Aurore Bernhardt samt gift med skådespelaren Lars Egge 1921–1927. Hon är begravd på Norra begravningsplatsen utanför Stockholm.

## Filmografi
- 1919 – Dunungen
- 1951 – Puck heter jag
- 1986 – Porttelefonen

## Teater

### Roller (ej komplett)
| År   | Roll            | Produktion                                              | Regi         | Teater      |
| ---- | --------------- | ------------------------------------------------------- | ------------ | ----------- |
| 1915 | Fru Desmignères | Äventyret Gaston Arman de Caillavet och Robert de Flers | Karl Hedberg | Dramaten    |
| 1924 |                 | Kära släkten Gustav Esmann                              |              | Wasa Teater |